# オタワ川

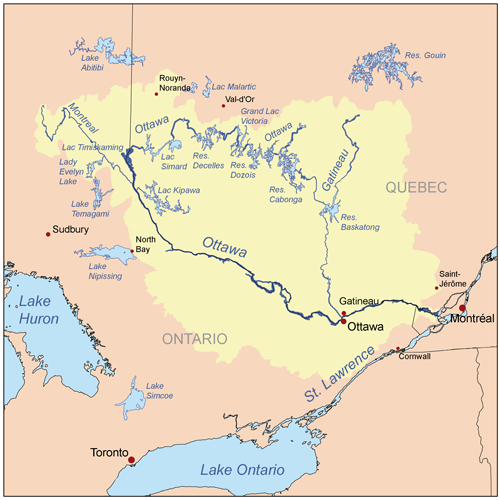
オタワ川流域図

オタワ川（オタワがわ、英: Ottawa River、仏: Rivière des Outaouais）は、カナダ東部一帯を流れる河川である。川自身とその広大な流域 (総面積は北海道の倍に迫る) の大部分はオンタリオ州とケベック州の境界になっている。フランス語名から、ウタウエ川とも呼ばれる。

## 流路
源流はケベック州西部のカピミチガマ (Capimitchigama) 湖で、テミスカミング湖でオンタリオ州との境界に至り、オタワに向かって南東に流れる。オタワにはショーディエール滝 (en:Chaudière Falls) があり、それからリドー川、ガティノー川が合流。そしてモントリオールでセントローレンス川に合流し、セントルイス湖を形成する。モントリオールはオタワ川とセントローレンス川の合流点に広がる大きな中洲・モントリオール島に位置している。
また、この流路には多くのダムが建造され、モントリオール等、大都市の重要な電力供給源ともなっている。

## 支流
- ボンヌシェール川
- クーロンジュ川
- ガティノー川
- キパワ川
- リエーヴル川
- マダワスカ川
- ミシシッピ川
- モントリオール川
- ペタワワ川
- リドー川
- ルージュ川
- サウスネイション川